# Exmoor-monstret
Exmoor-monstret (Beast of Exmoor på engelska) är en kryptozoologiskt kattdjur som sägs hålla till på heden Exmoor i Devon och Somerset, Storbritannien. Trots att ett antal vittnen har framträtt säger vetenskapsmän att varelsen är en myt. Man lägger skulden på monstret för att ha attackerat boskapsdjur.

## Utseende
Det finns variationer av hur varelsen ser ut. De flesta säger att den ser ut som ett stort kattdjur, så som en puma eller panter. Den ska vara runt två meter från nos till svans, hukar vid marken, och sägs kunna hoppa över staket på två meter utan problem.
Beskrivningar på dess färg varierar från svart till mörkgrå.
Inget sådant kattdjur hör hemma i Englands miljö, och variationerna i beskrivningarna har fått kryptozoologer att tro att det finns fler än en varelse.

## Första påträffandet
Den första rapporten om Exmoor-monstret kom in under 1970-talet, men uppmärksammades inte förrän 1983, då en bonde i södra Molton hävdade att han förlorat över ett hundra får under en period på tre månader - alla hade dödats på ett våldsamt sätt. Tidningen Daily Express utfäste en belöning till den som kunde fånga eller döda varelsen. Monstret har med jämna mellanrum anklagats för att ha dödat boskapsdjur sedan dess.

### Fotografiskt bevis
Fotografier har tagits som visar en stor katt, liknande en puma och en panter. Skeptikerna noterar att det inte finns några objekt att jämföra kattdjuret med, och misstänker att bilderna föreställer vanliga tamkatter.
Foto nummer 2 är, som ett exempel, inte tydligt, och kan lika gärna vara en svart hund anser många. Då det finns ett flertal digitala fotoprogram i dagens läge kan detta mycket väl vara ett trick.

## Förklaringar

### Felidentifikation
De flesta observatörer och vetenskapsmän tror att det man sett är bara en tamkatt, vars storlek är överdriven, eller en stor hund som man misstagit för ett monster. Man har lagt skulden på dessa stora hundar för dödandet av boskapsdjur, men man misstänker även att det kan handla om människor som ligger bakom attackerna.

### Djur som rymt
Stora kattdjur är inte en del av Englands naturliga miljö, men ett antal människor har hand om s.k. exotiska djur. Under 1970-talet blev det nästan trend att äga ett sådant djur. Det är mycket möjligt att några av dem har rymt under årens gång, och skapat ett habitat i Englands naturmiljö. Under 1976 utfärdades en ny lag som skulle kontrollera ägandet av stora katter (och andra djur), vilket ledde till att man släppte ut massor med privatägda vildkatter.

### Hybrider
Vissa beskrivningar av monstret har både egenskaper av puma och leopard i sig. Dessa djur har Carl Hagenbeck använt i hybridexperiment (fast då de var i fångenskap), men hybrid-ungarna blev alltid dvärgformade och levde inte länge; ett sådant djur finns på ett museum i Tring cirka 50 km nordväst om London. Sådana hybrider kallas för pumapard, men man tror att grunden till att man sett en sådan hybrid beror mer på okunskap än på en förrymd hybrid-katt. 

## Regeringens inblandning
Under 1988, efter en ökning av antalet rapporter om monstret och döda boskapsdjur, beordrade regeringen marinkåren att skicka ut skarpskyttar till Exmoor. Trots att inga skott avfyrades säger marinsoldaterna att de såg monstret. Attackerna minskade och soldaterna skickades hem, och då ökade återigen attackerna. Fram till år 1987 hade över 200 boskapsdjur dött av vad man tror är Exmoor-monstret. Senare attacker rapporterades in under 1995 och 2001. Regeringen fortsatte att studera fallen, men kom fram till att monstret var ett trick eller en myt, och att det man sett bara är djur som hör till Exmoor-området.   